# Kay Herrmann
Kay Herrmann (* 6. Mai 1967 in Rodewisch im Vogtland) ist ein deutscher Philosoph und Autor. Er beschäftigt sich besonders mit der Philosophie von Jakob Friedrich Fries und Leonard Nelson sowie mit der Erkenntnis- und Wissenschaftstheorie.

## Leben
Herrmann legte 1986 das Abitur an der Geschwister-Scholl-Schule in Auerbach ab. Anschließend studierte er von 1986 bis 1991 Physik und ab 1990 als Forschungsstudent Philosophie an der Friedrich-Schiller-Universität Jena, wo er 1991 sein Diplom als Physiker ablegte und 1994 zum Dr. phil. promovierte. Nach seinem Forschungsstudium war er als wissenschaftlicher Mitarbeiter im Rahmen eines DFG-Projektes zu Jakob Friedrich Fries am Institut für Philosophie der Friedrich-Schiller-Universität Jena tätig. Er war danach in der Wirtschaft mit dem Schwerpunkt Nachhaltiges Management tätig. 2011 habilitierte er sich im Fach Philosophie an der Technischen Universität Chemnitz, wo er zunächst als Privatdozent und seit 2019 als außerplanmäßiger Professor für Philosophie mit dem Schwerpunkt Wissenschaftstheorie lehrt. Herrmann legte das zweite Staatsexamen für das Lehramt in den Fächern Physik und Mathematik ab, war viele Jahre Lehrkraft für Physik und Mathematik und verantwortet heute den Bereich Nachhaltigkeit eines großen Kreditinstituts.
Herrmann ist seit 2021 Vorstandsmitglied der Philosophisch Politischen Akademie.

## Wissenschaftliche Arbeit
Die Forschungsgebiete von Herrmann sind die Philosophie von Jakob Friedrich Fries (1773–1843) und Leonard Nelson (1882–1927) sowie die Erkenntnis- und Wissenschaftstheorie. Er vertritt die Position, dass Fries kein anthropologisiertes Apriori in Erwägung gezogen habe. Zusammen mit Jörg Schroth gab er naturphilosophische Nachlassschriften von Leonard Nelson heraus. Für das Werk Grundriss der Geschichte der Philosophie. Begründet von Friedrich Ueberweg. Völlig neu bearbeitete Ausgabe. Die Philosophie des 19. Jahrhunderts (Hrsg. Gerald Hartung) verfasste er die Beiträge Jakob Friedrich Fries und Die Fries’sche Schule um Leonard Nelson.
In seiner Arbeit Apriori im Wandel knüpft er u. a. an Kants Konzept eines unreinen Apriori an, wonach apriorische Erkenntnisse empirische Begriffe enthalten können, aber mit allgemeinem und notwendigem Geltungsanspruch formuliert sind.
Seit 2019 ist er verantwortlicher Herausgeber des Werkes und Nachlasses von Grete (Henry-)Hermann (1901–1984) (in der Reihe Frauen in Philosophie und Wissenschaft. Women Philosophers and Scientists).
Sein Sachbuch Was außerhalb meines Geistes ist und was ich davon wissen kann. Gedanken über Materie, Geist und Realität ist eine Kritik am Materialismus der modernen Natur- und Neurowissenschaften, aber auch an der postmodernen Vorstellung einer beliebigen Konstruierbarkeit. Er geht unter anderem der Frage nach, wie von der Privatheit des Erlebens auf etwas davon Unabhängiges Bezug genommen werden kann. Dabei folgt er dem von der Phänomenologie inspirierten Gedanken, dass das Erleben von Konstanz, Regelmäßigkeit und Widerständigkeit einen Zugang zum Realen ermöglicht.

## Installationen
Herrmann schuf Installationen mit wissenschaftsdidaktischem Hintergrund. In der Geschwister-Scholl-Schule in Auerbach installierte er gemeinsam mit Dietrich Roßbach ein 17 Meter langes Foucaultsches Pendel, mit dessen Hilfe die Rotation der Erde veranschaulicht werden kann. 2022 wurde er dafür mit dem Bürgerpreis Auerbach ausgezeichnet. Außerdem installierte er in derselben Schule ein maßstabsgetreues Modell des Sonnensystems. In Auerbach (Vogtland) entstanden 2023 seine Installationen Hyperwürfel und Pythagoreische Sitzgruppe und 2025 die Arbeit Escher-Stern, die sich zwischen Kunst und Mathematik bewegen.

## Publikationen (Auswahl)
- Einheit und Höherdimensionalität. Untersuchungen zu wissenschaftstheoretischen Aspekten der Einheitsproblematik in der Physik am Beispiel höherdimensionaler einheitlicher Feldtheorien. Peter Lang, Frankfurt am Main 1994, ISBN 3-631-46798-2.

- mit Wolfram Hogrebe: Jakob Friedrich Fries – Philosoph, Naturwissenschaftler und Mathematiker. Peter Lang Europäischer Verlag der Wissenschaften. 1999. ISBN 978-3-631-31429-6.

- Mathematische Naturphilosophie in der Grundlagendiskussion: Jakob Friedrich Fries und die Wissenschaften. Vandenhoeck & Ruprecht, Göttingen 2000, ISBN 3-525-30516-8.
- mit Jörg Schroth: Leonard Nelson – Kritische Naturphilosophie. Mitschriften aus dem Nachlass. Winter, Heidelberg 2004, ISBN 978-3-8253-5000-0.
- Apriori im Wandel. Für und wider eine kritische Metaphysik der Natur. Winter, Heidelberg 2012, ISBN 978-3-8253-6102-0.
- Welche Kompetenz hat Wissenschaftsphilosophie? Universitätsverlag Chemnitz, Chemnitz 2012, ISBN 978-3-941003-59-0.
- Jakob Friedrich Fries und der Psychologismusstreit. In: Archiv für Begriffsgeschichte. Band 57, 2015, S. 194 f.
- Vor dem Starten ankommen. Über Zeitreisen und Warp-Antriebe. Universitätsverlag Chemnitz, Chemnitz 2016, ISBN 978-3-944640-91-4.
- Grete Henry-Hermann: Philosophie – Mathematik – Quantenmechanik. Texte zur Naturphilosophie und Erkenntnistheorie, mathematisch-physikalische Beiträge sowie ausgewählte Korrespondenz aus den Jahren 1925 bis 1982. Springer, Wiesbaden 2019, ISBN 978-3-658-16240-5.
- mit Barbara Neißer: Grete Henry-Hermann: Die Rationalität des Widerstands. Der Kampf gegen den Nationalsozialismus und Exilschriften. Texte zu Politik und Recht. Springer, Wiesbaden 2023, ISBN 978-3-658-41986-8.
- mit Barbara Neißer: Grete Henry-Hermann: Sittlichkeit und Vernunft. Kritik der Ethik Nelsons und Erinnerungen an Leonard Nelson. Texte zur Frage der Ethik als Wissenschaft. Springer, Wiesbaden 2023, ISBN 978-3-658-41992-9.
- mit Barbara Neißer: Grete (Henry-)Hermann: Politik, Ethik und Erziehung. Texte zur Praktischen Philosophie sowie zu politischen und pädagogischen Fragestellungen. Springer, Wiesbaden 2023, ISBN 978-3-658-43083-2.
- Was außerhalb meines Geistes ist und was ich davon wissen kann. Gedanken über Materie, Geist und Realität. Königshausen & Neumann, Würzburg 2023, ISBN 978-3-8260-7848-4.
- mit Boris Schwitzer (Hrsg.): Der Geist der kritischen Schule. Kantisches Denken in der Tradition von Jakob Friedrich Fries und Leonard Nelson im 20. Jahrhundert: Wirkungen und Aktualität. J.B. Metzler. Springer Berlin 2024. ISBN 978-3-662-68344-6.